# Cha Joo-young

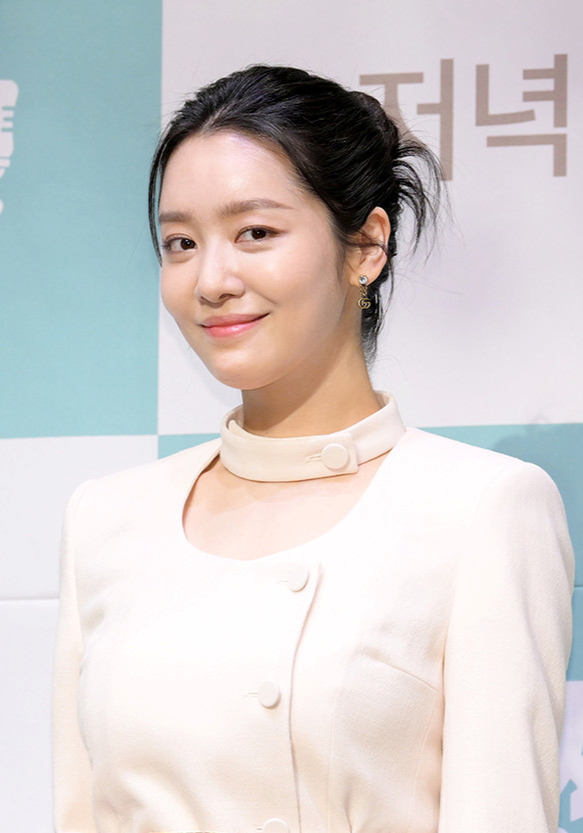
Cha Joo-young, 2023

Cha Joo-young (koreanisch 차주영; * 5. Juni 1990 in Seoul) ist eine südkoreanische Schauspielerin. Bekannt wurde sie in Cheese in the Trap, Wok of Love, Jugglers and The Spies Who Loved Me.

## Leben und Karriere
Cha wurde am 5. Juni 1990 in Seoul geboren. Ihr Debüt gab sie 2014 in der Fernsehserie Dr. Frost. Danach spielte sie in My Unfortunate Boyfriend mit. 2018 bekam sie eine Rolle in  Wok of Love. Unter anderem wurde sie 2020 für die Serie The Spies Who Loved Me gecastet. Cha trat 2021 in der Serie Chimera auf. Anschließend war sie 2022 in der Serie Again My Life zu sehen. Außerdem spielte sie im selben Jahr in  The Glory eine der Hauptrollen.

## Filmografie (Auswahl)
Serien
- 2014: Dr. Frost
- 2015: My Unfortunate Boyfriend
- 2015: Cheese in the Trap
- 2016: The Gentlemen of Wolgyesu Tailor Shop
- 2016: Love in the Moonlight
- 2017: Frozen Love
- 2017: Jugglers
- 2018: Wok of Love
- 2020: The Spies Who Loved Me
- 2021: Chimera
- 2022: Again My Life
- 2022: Alice, the Ultimate Weapon
- 2022–2023: The Glory

## Auszeichnungen

### Nominiert
- 2018: 2018 KBS Drama Awards in der Kategorie „Beste Schauspielerin“[7]
- 2020: 2020 MBC Drama Awards in der Kategorie „Beste Nebendarstellerin“[8]